# Joan Coscubiela
Joan Coscubiela Conesa (Barcelona, 1954) es un sindicalista y político español, secretario general de Comisiones Obreras de Cataluña entre 1995 y 2008, diputado por Iniciativa per Catalunya-Verds (ICV) entre 2011 y 2015. Ha sido diputado del Parlamento de Cataluña y portavoz de Catalunya Sí que es Pot en el hemiciclo catalán. Actualmente es miembro del Consejo Nacional de Esquerra Verda.

## Biografía
Nacido en 1954 en el barrio barcelonés de La Barceloneta, es licenciado en Derecho por la Universidad de Barcelona. Comenzó a colaborar en los despachos de los abogados laboralistas Francesc Casares y Luis Salvadores.

### Sindicalismo
Participó en la creación del Gabinete Jurídico de CC. OO., siendo el abogado de la Federación de la Construcción. A partir de 1984 representó al sindicato en el Consejo de Trabajo, en el Instituto Nacional de la Seguridad Social, al Consejo del Instituto Catalán de la Salud y el consejo asesor de Endesa de Catalunya. Después del IV Congreso de CC. OO. de Cataluña fue nombrado Secretario de Relaciones y Acción Institucional. Fue secretario general de CC. OO. de Cataluña desde el VI congreso de este sindicato, celebrado en diciembre de 1995, sustituyendo a Josep Lluís López Bulla, hasta el 4 de diciembre de 2008, momento en el que el sustituyó Joan Carles Gallego.

### Parlamentarismo
Entre 2011 y 2015 fue diputado en el Congreso de los Diputados por Iniciativa per Catalunya-Verds, dentro de la coalición La Izquierda Plural. Entre 2015 y 2017 fue portavoz de la coalición Catalunya Sí que es Pot en el Parlamento de Cataluña.
En 2018 participó en la creación del Grupo Pròleg, un «grupo formado por personalidades provenientes del ámbito social y académico» con el fin de «promover una salida razonable a la crisis institucional en Cataluña y en España».
Ha sido también profesor en ESADE y miembro del Consejo Asesor de Endesa, donde representaba a Comisiones Obreras. Es autor del libro Empantanados. Una alternativa federal al sóviet carlista (Ediciones Península, 2018), sobre el proceso independentista catalán.